# Reebok Stadium
Reebok Stadium je stadion u mjestu Horwich pokraj Boltona te je dom nogometnom klubu Bolton Wanderersu. Građen je tijekom 1996. i 1997. godine te se unutar njega nalazi i hotel kod kojeg neke sobe imaju pogled na teren. Njime je do kolovoza 2013. upravljala hotelska grupacija De Vere, nakon čega ga preuzima klub te mu mijenja ime u Bolton Whites Hotel. Od srpnja 2014. stadion je zbog marketinških razloga nazvan Macron Stadium jer je klub s talijanskim proizvođačem sportske opreme Macronom potpisao ugovor na četiri godine.
Teren na stadionu se sastoji od mješavine prirodne i umjetne trave a za njega se brine tvrtka Desso GrassMaster.

## Povijest
Reebok Stadium poznat i kao The Reebok, je moderan i svosjedeći stadion kapaciteta 28.723 mjesta. Dovršen je 1997. godine te je zamijenio stariji Burnden Park. Iako je novi stadion bio moderniji te s većim kapacitetom, navijači ga nisu prihvatili. Razlozi su bili veće cijene ulaznica, položaj The Reeboka izvan Boltona kao i sentimentalna vrijednost i povijest Burnden Parka. Novi stadion je službeno otvoren 1. rujna 1997. a nazvan je po dugogodišnjem sponzoru Reeboku. Međutim, i to je bio nepopularan potez među navijačima koji su smatrali da je preveliki naglasak stavljen na financijske razloge. Međutim, navijači su se s vremenom navikli na njegovo ime jer je riječ o lokalnoj tvrtci.
Stadion se sastoji od četiri tribine i to:
- Bartercard Stand (sjeverna tribina),
- South Stand (južna tribina),
- West Stand (zapadna tribina) i
- Nat Lofthouse Stand (istočna tribina).

Osim za nogometne utakmice, stadion se koristio i za održavanje koncerata. Tako su na njemu gostovali Oasis, Pink, Elton John i Coldplay. Potonja grupa postavila je isječak iz koncerta na Reebok Stadiumu u video spotu za pjesmu Fix You. Također, ondje su se održavale ragbijaške utakmice i boksački mečevi.
23. kolovoza 2013. uoči utakmice s QPR-om, otkriven je brončani kip klupske legende Nata Lofthousea koji je u Boltonu proveo cijelu igračku karijeru a kasnije ga je i trenirao. Tijekom svečane ceremonije, kip je predstavio vlasnik kluba, Eddie Davies. Izrada statue koštala je 100.000 funti a financirala se putem sponzora i javnih donacija. Izradio ju je kipar Sean Hedges-Quinn koji je već imao iskustva na izradi statua nogometnih legendi. Tako je već ranije izradio kipove Boba Stokoea (Sunderland), Teda Batesa (Southampton) te sira Bobbyja Robsona i Alfa Ramseyja (Ipswich Town). Izrada kipa Nata Lofthousea trajala je 18 mjeseci.

## Značajne nogometne utakmice
Na dan otvaranja novog stadiona odigrana je utakmica Premier lige između domaćeg Boltona i Evertona a završila je bez pogodaka. Rekord posjećenosti The Reeboka ostvaren je 28. prosinca 2003. u premijerligaškom susretu s Leicester Cityjem. Tada je stadion bio gotovo popunjen, odnosno susretu je prisustvovalo 28.353 gledatelja. Rekord posjećenosti FA Kupu ostvaren je 12. ožujka 2005. protiv londonskog Arsenala (23.523) a kod Kupa UEFA on je ostvaren 14. veljače 2008. protiv Atlético Madrida (26.163).
Prvi pogodak na novom stadionu zabio je bivši Boltonov igrač Alan Thompson iz jedanaesterca u remiju protiv Tottenham Hotspura koji je odigran 23. rujna 1997.

## Vanjske poveznice
- Stadium Guide.com